# Ragnar Johannesson
Karl Ragnar Johannesson, född 10 oktober 1900 i Steneby, Dalsland, död 1962 i Vänersborg, var en svensk målare. 
Han var son till rättaren Johannes Magnusson och Betty Jakobsson och från 1928 gift med Maria Kristina Lindkvist. Johannesson studerade vid Valands målarskola i Göteborg 1939-1940 och under studieresor till Tyskland, Belgien, Frankrike och Norge. Tillsammans med Gunnar Eldh ställde han ut på Lorensbergs konstsalong i Göteborg, han medverkade i samlingsutställningar på Göteborgs konsthall och med Dalslands konstförening. Separat ställde han ut ett flertal gånger i Åmål. Hans konst består av figurkompositioner, religiösa motiv och landskap med staffage. Johannesson är representerad vid Åmåls stadshus, Dalslands konstmuseum, Vänersborgs museum  och Göteborgs konstmuseum.